# Xicano

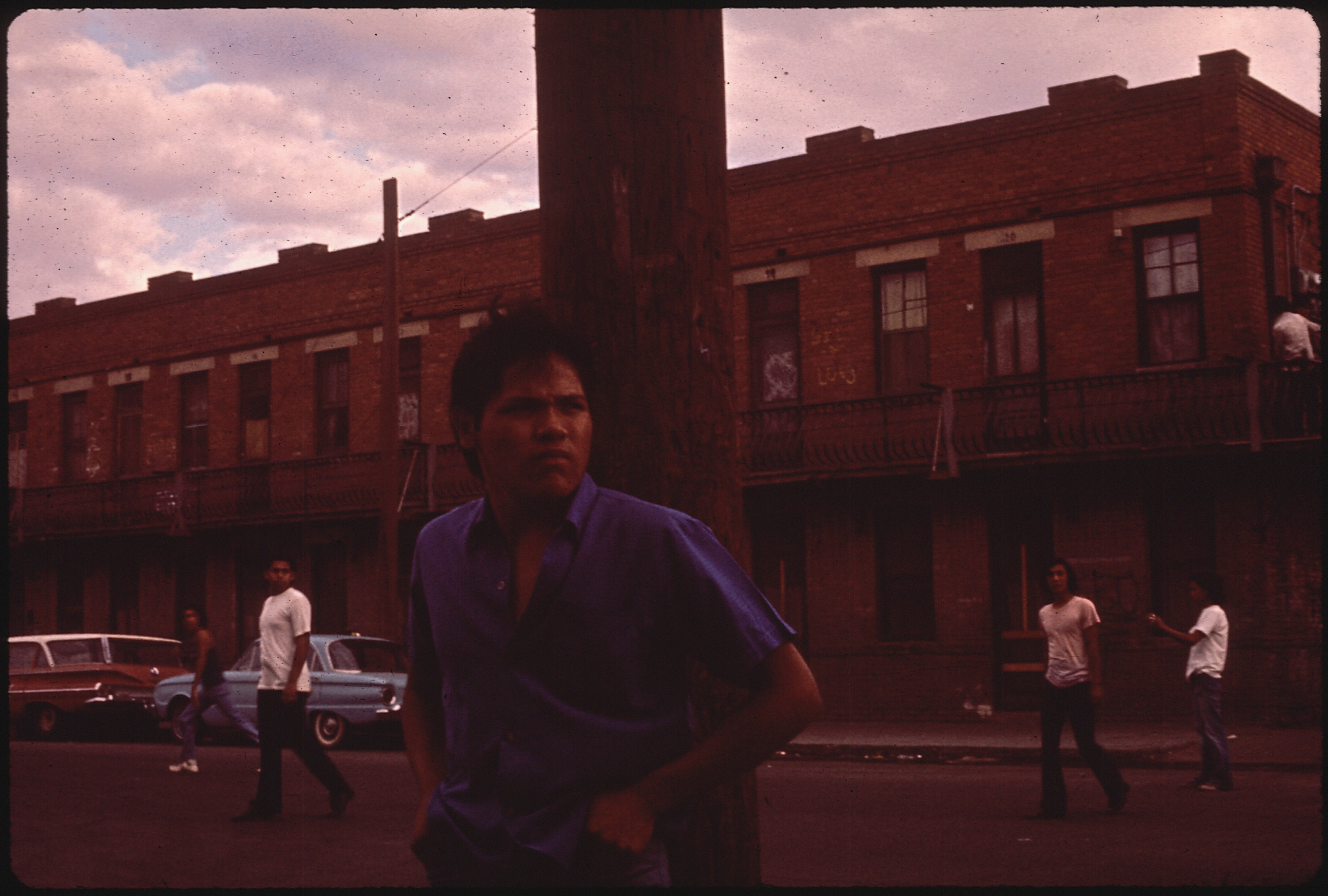
El Segundo Barrio, un barri xicano d'El Paso (1972)

Xicano (en castellà i en anglès chicano) és una identitat escollida per molts mexicans als Estats Units. L'etiqueta xicano de vegades s'utilitza de manera intercanviable amb Mexican American, tot i que els termes tenen significats diferents. Mentre que la identitat mexicana-americana va sorgir per fomentar l'assimilació a la societat americana blanca i separar la comunitat de la lluita política dels afroamericans, la identitat chicana va sorgir entre els joves anti-assimilacionistes, alguns dels quals pertanyien a la subcultura Pachuco, que reclamaven el terme (que abans havia estat un insult classista i racista). Xicano va ser àmpliament reivindicat als anys 60 i 70 per expressar l'apoderament polític, ètnic solidaritat i orgull de ser d'origen indígenes (molts utilitzant la llengua nàhuatl com a símbol), divergent de la identitat mexicano-americana més assimilacionista. Els líders del moviment xicano foren influenciats i van col·laborar amb els líders i activistes del Black Power. La joventut xicano als barrios va rebutjar l'assimilació cultural a la blanquitud i va acceptar la seva identitat i visió del món com una forma d'empoderament i resistència.
El moviment xicano va vacil·lar a mitjans de la dècada de 1970 com a resultat de la vigilància estatal, la infiltració i la repressió per part d'agències governamentals, informants i agent provocadors, com ara a través de COINTELPRO, una hiperfixació sobre l'orgull masculí i el masclisme que excloïa les xicanes i els xicanos queer del moviment, així com l'interès esvaït per construccions del nacionalisme xicano com Aztlán. La identitat va experimentar un nou declivi a finals dels anys setanta i vuitanta quan l'assimilació i la mobilitat econòmica es van convertir en un objectiu de molts mexicans-americans en una era de conservadorisme, que en canvi es va identificar com a hispano. Hispanic va sorgir d'una col·laboració entre el govern dels EUA i les elits polítiques mexicano-americanes del Caucus hispànic del Congrés que volien fomentar l'assimilació a la societat nord-americana en apartar-se de la política radical de la identitat xicana i se separen del que consideraven el 'militant' Caucus negre.
Xicano havia "perdut el foc", com resumeix Earl Shorris. Tanmateix, els xicanos van continuar participant en la construcció dels fonaments dels moviments feminista, gais i lesbianes, i anti-apartheid dels anys vuitanta, que van mantenir la seva rellevància a nivell popular. Després d'una dècada de domini hispà, l'activisme estudiantil xicano enmig de la recessió de principis de la dècada de 1990 i el moviment anti-Guerra del Golf va provocar un renaixement de la identitat xicana i una demanda per a l'expansió dels programes d'estudis xican@ programes. Les xicanes, més que no pas els xicanos, estaven ara en gran part al capdavant dels moviments activistes xicanes i eren crítiques per elevar la identitat xicana. Tot i que es van enfrontar a les crítiques dels "lleialistes al moviment", feministes Xicanes van treballar per abordar problemes socials de discriminació laboral, racisme ambiental, atenció sanitària, violència sexual, i l'explotació capitalista a les seves comunitats i en solidaritat amb el Tercer Món. Si bé anteriorment hi havia hagut una repressió generalitzada del tema xicana/o no masculí i no heteronormatiu en el moviment xicano, les feministes xicanes van criticar l'autoritat patriarcal xicana com un llegat de la colonització, informat per un desig "d'alliberar el seu poble sencer"; no per oprimir els homes, sinó per ser socis iguals en el moviment.
Xicanisma, encunyat per Ana Castillo el 1994, va obtenir cert reconeixement entre les feministes, erudites i artistes xicanes a principis de la dècada de 2000 i indica esforços per allunyar-se dels tons patriarcals de xicanismo. La X també va ser un gest simbòlic per reconèixer les arrels indígenes alhora que reconeixia la necessitat de donar suport a la sobirania indígena. Fomentar la solidaritat amb els immigrants sense papers també es va fer important, malgrat l'estatus legal i la competitivitat econòmica alhora treballant per mantenir la distància. A la dècada de 2000, la visió del món xicana es va convertir cada cop més en transnacional, informada i ampliant les tradicions anteriors de l'antiimperialisme i la solidaritat del Tercer Món en el Moviment Xicano. Les xicanes van connectar les intervencions estatunidenques a l'estranger amb política racial interna, i es van comprometre amb "la lluita per la justícia social de ciutadans i no ciutadans". Van emfatitzar que, tot i que les seves lluites no eren idèntiques, estaven "igualment arrelades en els desequilibris de poder entre el Primer Món i el Tercer Món". A la dècada de 2010, la identitat va experimentar un ressorgiment centrat en l'orgull ètnic, la consciència indígena, l'expressió cultural, la defensa dels immigrants i els drets de les dones i les persones queer; alguns fins i tot s'hi van referir com a "renaixement". A finals de la dècada de 2010, va sorgir la identitat xicanx, que indica un canvi en el moviment xicano. El terme ha estat descrit com obertament inclusiu per a persones més enllà de l'origen mexicà i representant d'una connexió amb l'indigenisme, la consciència decolonial, la desconstrucció del binarisme de gènere i la solidaritat transnacional.

## Etimologia
L'etimologia del terme xicano no és definitiva i ha estat debatuda per historiadors, estudiosos i activistes. Tot i que hi ha hagut controvèrsia sobre els orígens de xicano, la consciència comunitària continua sent forta entre els qui en reclamen la identitat.
Alguns estudiosos creuen que xicano és un derivat castellà d'una paraula més antiga nàhuatl Mexitli ("Meh-shee-tlee"). Mexitli formava part de l'expressió Huitzilopochtlil Mexitli—una referència a la migració històrica del poble mexica des de la seva terra natal d'Aztlán a la vall d'Oaxaca. Mexitli és el progenitor lingüístic o arrel de la paraula "Mexica", referida al poble mexica, i la seva forma singular "Mexihcatl" (/meːˈʃiʔkat͡ɬ/). La "x" a mexihcatl representa un so /ʃ/ o "sh" tant en nàhuatl com en castellà modern primerenc, mentre que l'oclusiva glotal al mig de la paraula nàhuatl va desaparèixer.
La paraula xicano, doncs, deriva més directament de la pèrdua de la síl·laba inicial de Mexicano (mexicà). Segons Villanueva, "tenint en compte que la velar (x) és un fonema palatal (S) amb la grafia (sh)", d'acord amb la el sistema fonològic indígena dels mexiques ("Meshiques"), esdevindria "Meshicano" o "Mexicano". Alguns xicanos substitueixen encara més la ch pel lletra x, formant Xicano, com a mitjà per recuperar i tornar a l'ús nàhuatl del so "x". Per tant, les dues primeres síl·labes de Xicano estan en nàhuatl mentre que l'última síl·laba és castellana.
A les regions indígenes de Mèxic, la majoria no indígena s'anomenen mexicans, fent referència a la nació moderna, en lloc de la identificació pueblo (de poble o tribal) del parlant, és a dir maia, zapoteca, mixteca, huastec o qualsevol dels centenars d'altres grups indígenes. Així, un parlant nàhuatl recentment emigrat en un centre urbà podria haver-se referit als seus parents culturals d'aquest país, diferents a ell, com a mexicanos, abreujat a xicanos.

## Ús del terme

### Primer ús registrat

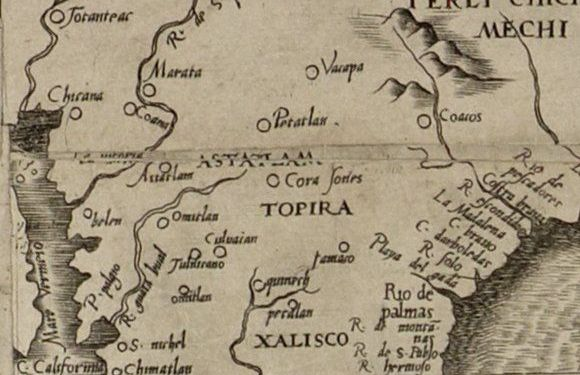
Primer pla del mapa de Gutiérrez del Nou Món del 1562. La ciutat de Chicana apareix a la part superior esquerra del mapa, que és el primer ús registrat de Chicana/o.

La ciutat de Chicana apareix al mapa de Gutiérrez del Nou Món del 1562 prop de la desembocadura del riu Colorado, i probablement és d'origen precolombí. La ciutat es va tornar a incloure al Desegno del Discoperto Della Nova Franza, un mapa francès de 1566 de Paolo Forlani. L'estudiós Roberto Cintli Rodríguez situa la ubicació de Chicana a la desembocadura del riu Colorado, prop de l'actual Yuma (Arizona). Un mapa del segle xviii de les missions de Nayarit va utilitzar el nom de Xicana per a una ciutat prop de la mateixa ubicació de Chicana, que es considera l'ús més antic registrat del terme.
Una canonera, la Chicana, va ser venuda el 1857 a José María Carvajal per enviar armes al riu Grande. L'empresa King and Kenedy va presentar un val a la Joint Claims Commission dels Estats Units l'any 1870 per cobrir els costos de la conversió d'aquesta canonera d'un vaixell de vapor de passatgers. No se sap l'explicació del nom del vaixell.
El poeta i escriptor chicano Tino Villanueva va remuntar el primer ús documentat del terme com a etnònim fins al 1911, tal com es fa referència en un assaig inèdit de l'antropòleg de la Universitat de Texas José Limón. Els lingüistes Edward R. Simmen i Richard F. Bauerle informen de l'ús del terme en un assaig de l'escriptor mexicà-nord-americà Mario Suárez, publicat a Arizona Quarterly el 1947. Hi ha nombroses evidències literàries per corroborar que xicano és un endònim des de fa temps, com a gran part de la literatura xicana anterior a la dècada de 1950.

### Reclamació
A les dècades de 1940 i 1950, xicano/a va ser reclamat pels pachucos com una expressió de desafiament a la societat angloamericana. Xicano/a en aquesta època encara s'utilitzava àmpliament entre els parlants d'anglès i castellà com un insult racial i classista per referir-se a classe treballadora mexicano-americana als barris de parla hispana. A Mèxic, el terme s'utilitzava indistintament amb pocho "per derivar els mexicans que vivien als Estats Units, i especialment els seus fills nascuts als Estats Units, per perdre la seva cultura, costums i llengua." L'arqueòleg i antropòleg mexicà Manuel Gamio va informar a 1930 que el terme Chicamo (amb una m) va ser utilitzat com a terme despectiu pels hispans texans per als immigrants mexicans recentment arribats desplaçats durant la Revolució Mexicana al principi de principis del segle xx.
A mitjans del segle xx, xicano es va començar a utilitzar per referir-se a aquells que es resistien a l'assimilació total, mentre que Pocho es referia (sovint de manera pejorativa) a aquells que defensaven fermament l'assimilació. Al seu assaig "Chicanismo" a The Oxford Encyclopedia of Mesoamerican Cultures (2002), José Cuéllar data la transició de la burla a la positiva fins a finals de la dècada de 1950, amb un ús creixent per part dels joves estudiants de secundària mexicano-americans. Aquests mexicans nord-americans més joves, conscients de la política, van adoptar el terme "com un acte de desafiament polític i orgull ètnic", similar a la reclamació dels negres d'afroamericans. El Moviment xicano dels anys 60 i principis dels 70 va impulsar el procés de queixes de xicana/o, desafiant aquells que utilitzaven com a terme de burla a banda i banda de la frontera entre els Estats Units i Mèxic.
Es van produir diferències demogràfiques en l'adopció de la identitat xicano/a; a causa de les connotacions vulgars anteriors, era més probable que fos utilitzat per homes que per dones, i amb menys probabilitat de ser utilitzat entre aquells d'estatus socioeconòmic més alt. L'ús també era generacional, amb la probabilitat que els membres de la tercera generació més assimilats (de nou, més probablement homes) adoptin l'ús. Aquest grup també era més jove, de persuasió més radical i menys connectat amb una herència cultural mexicana. Ana Castillo assenyala un exemple de com s'ha utilitzat xicana com a terme classista de burla per referir-se a "[una] dona bruna i marginada que és tractada com a estrangera. i s'espera que faci treballs domèstics i no demani res a la societat on viu." La mateixa Castillo considera que xicano/a és una identitat positiva d'autodeterminació i solidaritat política. Alguns identifiquen que xicano és àmpliament conegut i utilitzat a Mèxic i encara pot estar associant-se amb una persona mexicano-americana de classe baixa, i pobre moral (similar als termes Cholo, Chulo i Majo).

### Chicano

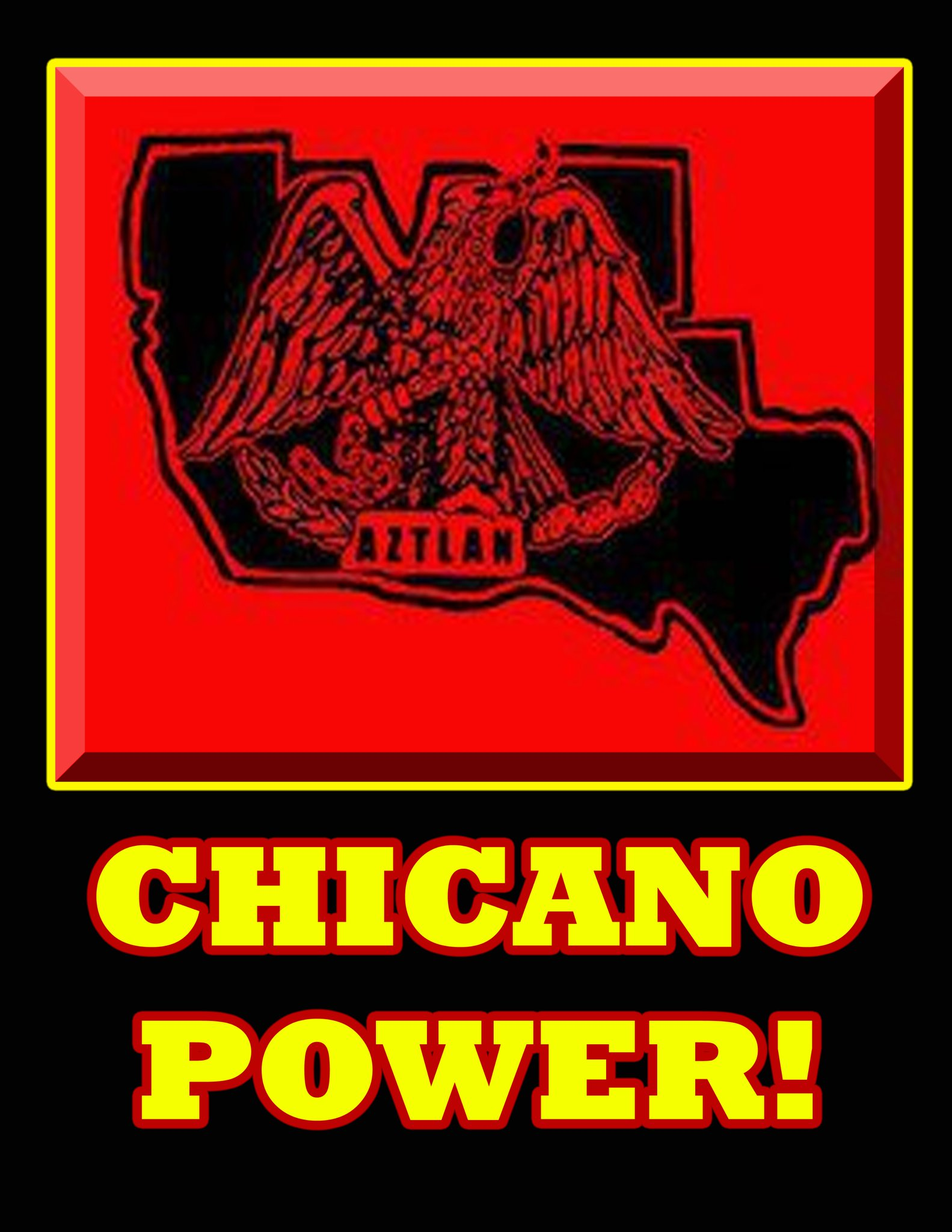
El moviment xicano es va situar en el cos masculí, que ha estat criticat pel feminisme chicana.

La identitat xicana va ser àmpliament reivindicada als anys seixanta i setanta pels mexicans dels Estats Units com a mitjà per afirmar la seva pròpia identitat ètnica, política i cultural alhora que rebutjaven i resistien l'assimilació a la blancura, el racisme i els estereotips sistemàtics, el colonialisme i l'estat-nació estatunidenc. La identitat xicana també es va fundar en la necessitat de crear aliances amb altres pobles ètnics oprimits i del Tercer Món mentre protestaven contra l'imperialisme estatunidenc. La identitat chicana es va organitzar al voltant de set objectius: unitat, economia, educació, institucions, autodefensa, cultura i alliberament polític, en un esforç per superar les divisions regionals i de classe entre les persones d'ascendència mexicana. La noció d'Aztlán, una pàtria mítica que afirmava estar situada al sud-oest dels Estats Units, va mobilitzar els mexicans estatunidencs per prendre accions socials i polítiques. Els xicans/nes van adoptar originalment la creença en Xicano/a com una identitat mestissa unificadora i també van centrar la seva plataforma en el cos masculí.
A la dècada de 1970, la identitat xicana es va definir encara més sota una reverència pel masclisme alhora que va mantenir els valors de la seva plataforma original, exemplificada a través del llenguatge emprat en casos judicials com Montez contra Tribunal Superior, 1970, que va definir la comunitat xicana com unificada sota "una comuna d'ideals i costumbres amb respecte a la masculinitat (machismo), rols familiars, disciplina infantil [i] valors religiosos". Oscar Zeta Acosta va definir el masclisme com la font de la identitat xicana, afirmant que aquesta "font instintiva i mística de masculinitat, honor i orgull... sola justifica tota conducta". Armando Rendón va escriure a Chicano Manifesto (1971) que el "machismo" era "de fet un impuls subjacent de la identificació de reunions dels mexicans-estatunidencs... l'essència del machismo, de ser mascle, és tant un principi simbòlic per a la revolta xicana com una pauta per a la vida familiar."
Des dels inicis del Moviment Xicano, els activistes i estudiosos xicana han "criticat la fusió del compromís revolucionari amb la virilitat o el masclisme" i han qüestionat "si el masclisme és realment un valor cultural genuïnament mexicà o una mena de visió distorsionada de la masculinitat generada per la necessitat psicològica". per compensar les indignitats que pateixen els xicans en una societat supremacista blanca", tal com assenyala José-Antonio Orosco. L'acadèmica Angie Chabram-Dernersesian indica en el seu estudi dels textos literaris formatius al Moviment Xicano que la majoria de les històries es centraven en homes i nois i cap se centrava en xicanes. L'omissió de xicanes i els fonaments de la identitat xicana centrats en el masculí van crear finalment un canvi de consciència entre algunes xicanes a la dècada de 1990.

### Xicana/o

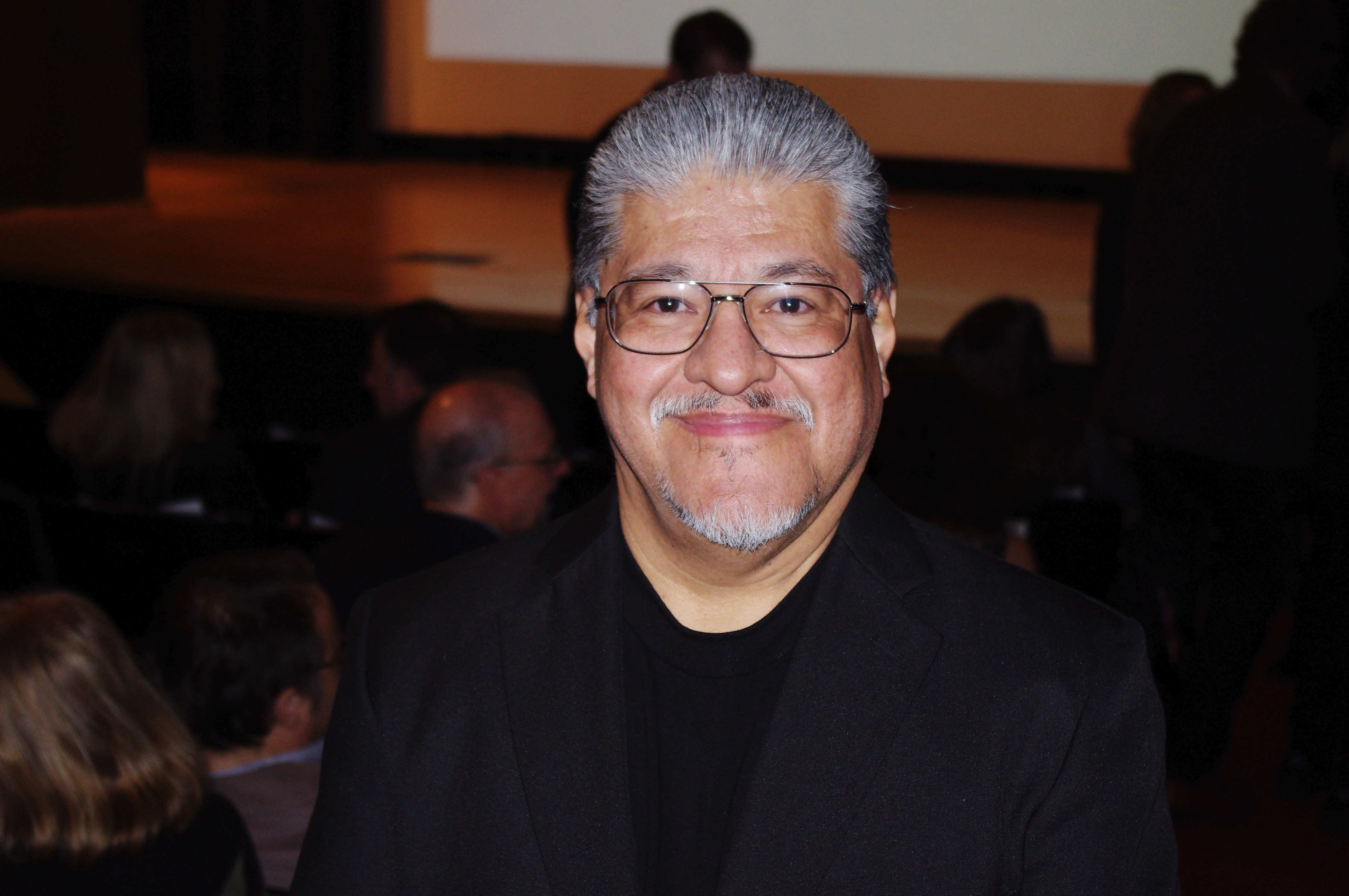
L'autot Luis J. Rodriguez es refereix a Xicanx com l'encarnació més recent de Chicano.

Xicanismava ser encunyat per l'escriptora Ana Castillo de la feminista Xicana a Massacre of the Dreamers: Essays on Xicanisma (1994) com un reconeixement del canvi de consciència des del Moviment chicano. A la dècada de 1990 i principis dels 2000, els activistes i estudiosos xicana/o, entre ells Guillermo Gómez-Peña, començaven a formar una nova noció ideològica de Xicanisma: "una crida a un retorn a les arrels ameríndies de la majoria dels llatins, així com una crida a una aliança estratègica per donar agència als grups nadius americans", reafirmant la necessitat de formar coalicions amb altres grups ètnics oprimits, que va ser fonamental en la formació de la identitat xicana. Juan Velasco afirma que "implícita en la 'X' de les configuracions més recents de 'Xicano' i 'Xicanisma' hi ha una crítica no sols al terme 'hispà' sinó a la poètica racial del 'multiracial' dins la cultura mexicana i americana." Tot i que encara reconeixen molts dels elements fonamentals de la identitat xicana, algunes feministes xicanes han preferit identificar-se com a xicana a causa dels fonaments de la identitat xicana centrats en el masculí i els biaixos patriarcals inherents a la llengua espanyola.
L'estudiosa Francesca A. López assenyala que "Chicanismo ha evolucionat cap al xicanisme i fins i tot al xicanisme i altres variacions, però sigui com s'escrigui, es basa en la idea que ser xican@ significa estar orgullós. les vostres arrels indígenes mexicanes i compromesos amb la lluita per l'alliberament de totes les persones oprimides". Si bé l'adopció de la identitat xicana era un mitjà per rebutjar la conformitat amb el sistema dominant així com la identitat hispànica, la identitat xicana es va adoptar per emfatitzar una identitat indígena americana diàspòrica a través de la connexió ancestral amb la terra. Dylan Miner ha observat com l'aparició de la identitat xicana emfatitza un "gir indígena i indigenista" que reconeix les arrels indígenes del poble xicana/o/x fent referència explícita a la llengua nàhuatl i fent servir una "x" per significar una "història perduda o colonitzada". Si bé els estudiosos com Francisco Rios han assenyalat que "Chicano" està limitat pel seu enfocament en "la raça i l'ètnia amb forts tocs masculins", el "Xicanisme" s'ha referit com a prou elàstic per reconèixer la "naturalesa entrecreuada". d'identitats" (raça/ètnia i gènere, classe i orientació sexual), així com arrels "de Mèxic, així com aquelles amb arrels centrades a Amèrica Central i del Sud."
Com afirma el poeta i escriptor Luis J. Rodríguez, tant Xicano/a com Chicano/a "signifiquen el mateix"; referint-se a Xicano. Xicana"x", que significa llatí, Amèrica Central i altres comunitats de parla espanyola que acabin la identitat amb la lletra x, no és necessari. És la nova retòrica del rentat cerebral eurocèntric nord-americà de la nova era que han reivindicat moltes persones complaents que no coneixen la seva història, mentre que la majoria massiva ho nega. Diu que és "l'encarnació més recent d'una paraula que descriu persones que no són ni totalment mexicanes ni totalment el que es concep com a nord-americans". Però, això és referència a la X al començament de la identitat, a més de la seva posició revolucionària. No ho confonguem. Continuen afirmant-se com a mestres desconeixents de la seva història i venent el nostre poble. Rodríguez comenta sobre la inclusió del terme: "Els xicanx són tots els gèneres i el gènere no conforme... I encara que la majoria dels mexicans nord-americans poden no utilitzar aquest terme, hi ha, tanmateix, a les zones Xicanx del país, una tercera cultura amb la seva propi dialecte, menjar i segell ètnic." S'ha utilitzat Xicanx quan es fa referència a la necessitat de desestabilitzar "el principi de posar el masclisme cisgènere al centre de la vida" dins de la comunitat. L'artista Roy Martinez descriu Xicanx com "no estar lligat als aspectes femenins o masculí", afirmant que "no és una cosa fixa" en què la gent s'hauria de sentir tancada, sinó que és una identitat fluida que s'estén més enllà d'encaixar dins del binarisme de gènere. Martínez també suggereix que la identitat s'hauria d'estendre més enllà de les fronteres: "Molta gent diu 'Oh, no vas néixer a Mèxic, així que aquests identificadors t'exclouen...' Crec que Xicanx és inclusiu per a qualsevol persona que s'hi identifiqui".
63 / 5.000
Resultats de traducció

## Distinció d'altres termes

### Mexican American
L'estudiós jurídic Ian Haney López registra que, a la dècada de 1930, "els líders comunitaris van promoure el terme mexicano-americà per transmetre una ideologia assimilacionista que posava èmfasi en la identitat blanca". Lisa Y. Ramos assenyala que "aquest fenomen demostra per què no va sorgir cap esforç de drets civils entre negres i marrons abans de la dècada de 1960"." Com a precursor del moviment xicano, la joventut mexicana-americana anti-assimilacionista va rebutjar les aspiracions racials de la generació anterior d'assimilar-se a la societat angloamericana i va desenvolupar una "alienació" pachuco cultura que no es va modelar ni com a mexicana ni americana." Els mateixos pachucos van adoptar la identitat xicana per emfatitzar la seva oposició a l'assimilació a la dècada de 1940.
L'ascens de la identitat xicana/a durant el moviment xicano va obrir noves possibilitats per a la unitat negre-marró mitjançant el rebuig de l'assimilació: "Els xicanos es definien com a membres orgullosos d'una raça marró, rebutjant així, no sols els l'orientació assimilacionista de la generació anterior, però també les seves pretensions racials." Els líders, organitzacions i manifestacions xicans/a van aprendre i van col·laborar amb els líders i activistes del Moviment Black Power. Com ar El resultat, mexicano-americà va ser utilitzat per aquells que insistien que els mexicans eren blancs i volien assimilar-se, mentre que xicano es va fer servir per aquells que abraçaven una visió del món no blanca i no assimilacionista.
Mexicà-americà va continuar sent utilitzat per una facció més assimilacionista dins de la comunitat que volia definir els mexicans-americans "com un grup ètnic blanc que tenia poc en comú amb els afroamericans. El desig d'aquesta facció assimilacionista mexicano-americana de la comunitat de separar-se dels afroamericans i de la lluita política va tenir les seves arrels en un intent de minimitzar "l'existència del racisme cap al seu propi poble, [creient] que podrien "desviar" el sentiment anti-mexicà a la societat" mitjançant l'adopció de la blancura.

### Hispanic
Hispanic es va promocionar per primera vegada a finals de la dècada de 1970 i es va utilitzar per primera vegada al Cens dels Estats Units de 1980. L'hispà va ser definit per primera vegada per la Directiva núm. 15 de l'Oficina Federal de Gestió i Pressupost (OMB) dels EUA el 1977, que definia un hispà com "una persona d'orígens mexicans, dominicans, porto-riquenys, cubans, Central o Amèrica del Sud o altres zones de cultura hispànica, independentment de la raça." El terme es va formar a partir d'una col·laboració amb les elits polítiques mexicano-americans per fomentar l'assimilació cultural a la societat nord-americana entre tots els hispanos/llatins  i allunyar-se de la política anti-assimilacionista de la identitat xicana, que havia guanyat protagonisme en les dècades anteriors a través del Moviment Xicano. L'auge de la identitat hispànica va ser paral·lela a una era emergent del conservadorisme durant la dècada de 1980.
L'estudiosa jurídica Laura E. Gómez assenyala que membres clau de l'elit política mexicana-americana, tots ells homes de mitjana edat, van ajudar a popularitzar el terme "hispano" entre la comunitat mexicana-americana, que al seu torn va alimentar tant mitjans electrònics i impresos per utilitzar el terme per referir-se als mexicans americans als anys vuitanta. Gómez va realitzar una sèrie d'entrevistes a les elits polítiques mexicano-americanes sobre el seu paper en la promoció de l' hispà i va trobar que una de les raons principals era perquè contrastava amb la identitat xicana: "L'etiqueta xicana reflectia l'agenda política més radical dels mexicans-americans dels anys 60 i 70, i els polítics que avui es diuen hispans són els precursors d'una política més conservadora, més acollidora." Algunes d'aquestes elits van intentar fomentar l'assimilació cultural a través de l'hispà dins de la seva comunitat i no ser vistes com a "militants" per atraure la sensibilitat dels americans blancs, particularment pel que fa a separar-se de la consciència política dels afroamericans. Gómez registra:
| « | Un altre enquestat va estar d'acord amb aquesta posició, contrastant la percepció dels seus col·legues blancs del Caucus hispà del Congrés amb la seva percepció del Caucus negre del Congrés. "Certament no hem estat militants com el Caucus Negre. Se'ns veu com un bloc de poder, un bloc de poder ètnic que s'esforça per tractar els problemes principals.' | » |

Des de llavors, hispà ha estat àmpliament utilitzat pels polítics i els mitjans de comunicació. Per aquest motiu, molts xicanos rebutgen el terme, Hispanic.

### Altres termes
En lloc d'identificar-se com a xicano/a o qualsevol de les seves variacions, alguns poden preferir:
- Latino/a, també traduït malament/pseudo-etimològicament anglicitzat com a "llatí".
- American Latino/Latina.
- Latin American (especialment si és immigrant).
- mexicà; mexicano/mexicana
- "Bru"
- Mestissos; [inserir identitat racial X] mestizo (p. ex. blanco mestizo); pardo.
- californiano (o californio) / californiana; nuevomexicano/nuevomexicana; tejano/tejana.
- Part/membre de la Raza. (Identificador intern)
- Americà, únicament.

## Identitat
La identitat xicana/o encarna elements de la hibriditat ètnica, política, cultural i indígena. Aquestes qualitats del que constitueix una identitat xicano/a es poden expressar xicanos de manera diferent, tot i que són encara xicano/a. Com va escriure Armando Rendón al Manifest Xicano (1971), "Sóc xicano. El que significa per a mi pot ser diferent del que significa per a tu". De la mateixa manera, l'escriptor Benjamin Alire Sáenz va escriure "No hi ha tal cosa com la veu xicano: només hi ha veus xicanos i xicanes." La identitat, per tant, pot ser entesa com una mica ambigua (per exemple, a l'obra de Culture Clash de 1991 A Bowl of Beings, en resposta a la demanda del Che Guevara d'una definició de "xicano". ," crida un "activista de la butaca": "Encara no ho sé!").
Tanmateix, tal com ho demostren xicanas/es des del Moviment Xicano, molts xicanos/es s'entenen com "ni d'aquí, ni d'allà", en referència als Estats Units i Mèxic. Juan Bruce-Novoa, professor d'espanyol i portuguès a la Universitat de Califòrnia a Irvine, va escriure el 1990: "Un xicano viu a l'espai entre el guionet en mexicà-americà." Ser xicano representa la lluita d'aculturar-se institucionalment per assimilar-se a la societat dominada pels angloamericans dels Estats Units, alhora que es manté el sentit cultural desenvolupat com a culte llatinoamericà, nen mexicà nascut als Estats Units. Tal com ho descriu Rafael Pérez-Torres, "ja no es pot afirmar la totalitat d'un subjecte xicano... És il·lusori negar-ho". la qualitat nòmada de la comunitat xicana, una comunitat en moviment que encara sobreviu i, mitjançant la supervivència, s'afirma."

### Identitat ètnica

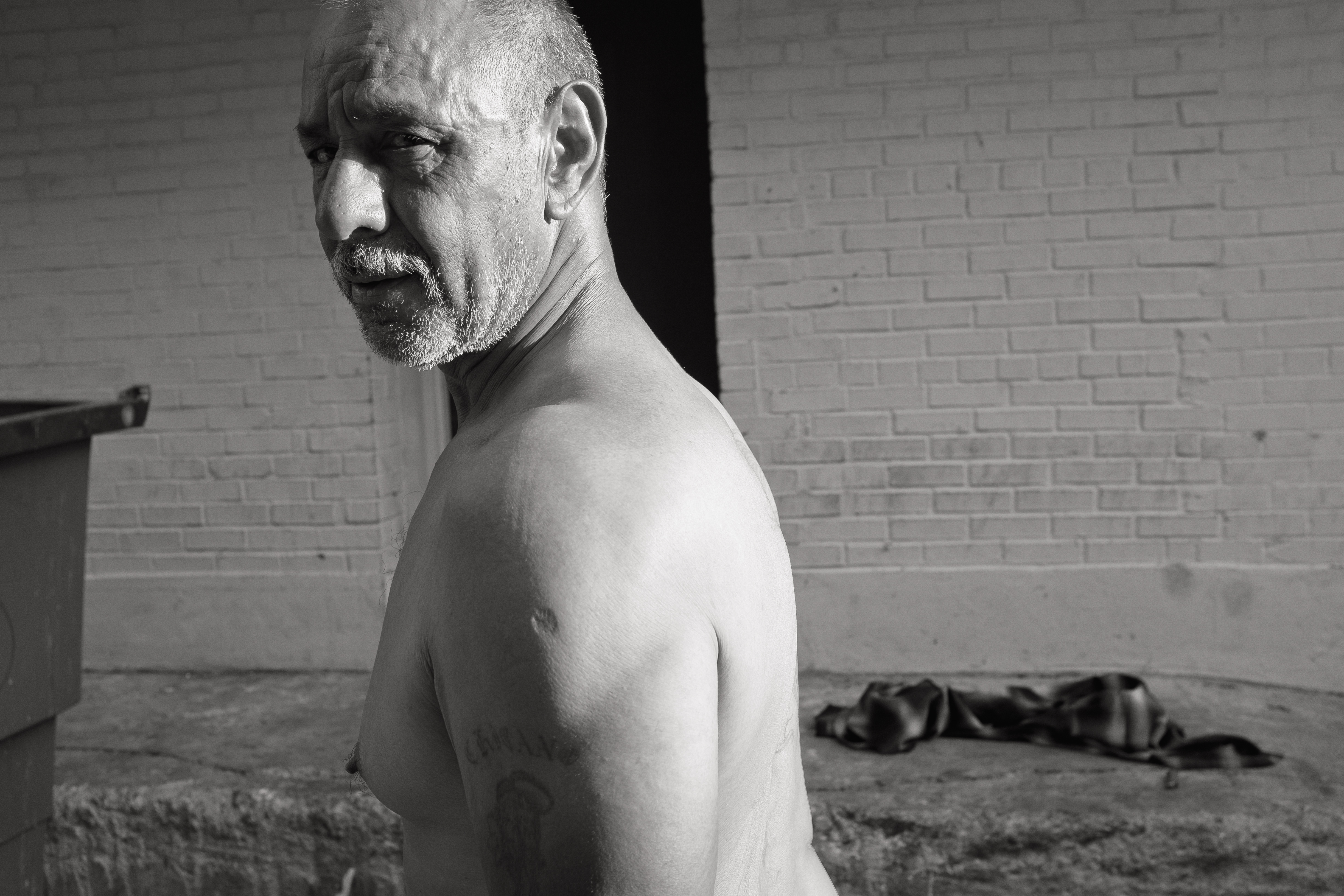
Un home a San Antonio (Texas) amb un tatuatge al braç amb la paraula Chicano. Foto de Jesse Acosta

Des d'una perspectiva popular, el terme xicano es va fer àmpliament visible fora de les comunitats xicanes durant el moviment estatunidenc pels drets civils. Va ser utilitzat habitualment durant la meitat de la dècada de 1960 per activistes mexicano-americans com Rodolfo "Corky" Gonzales, que va ser un dels primers a reclamar el terme, en un intent de reivindicar els seus drets civils i desfer-se de les seves connotacions negatives polaritzadores. Xicano aviat es va convertir en una identitat per als mexicans estatunidencs per afirmar el seu orgull ètnic, identificant-se amb orgull com a xicanos/es alhora que afirmaven una noció d'Orgull marró, basant-se en el "Black is Beautiful", que inverteix frases d'insult en formes d'empoderament ètnic. Com va descriure el periodista Rubén Salazar el 1970 a Los Angeles Times la peça titulada "Who is a Chicano? And what is it the Chicanos want?": "Un xicano és un mexicà-americà amb una imatge no anglosa d'ell mateix."
Després de ser reclamada, la identitat xicano/a es va convertir en una celebració de no ser blanca i no europea i va treballar contra les categories censals sancionades per l'estat de "Blancs amb cognoms espanyols", promulgades originalment en el cens dels Estats Units de 1950, i "mexicà-americà", que els xicanos/es consideraven que fomentava l'assimilació a la societat angloamericana blanca. Els xicanos/es van afirmar l'orgull ètnic durant un temps en què l'assimilació mexicana a la blancura estava sent promoguda activament. pel govern dels EUA per "server l'interès propi anglo", que va intentar reivindicar els xicanos/es blancs per negar el racisme contra ells, tal com va assenyalar Ian Haney López.
L'Oficina del Cens dels Estats Units no va oferir cap manera clara perquè els mexicans-americans o els llatins s'identifiquessin oficialment com a categoria racial/ètnica abans de 1980, quan el terme més ampli que el mexicà "hispà" va estar disponible per primera vegada com a autoidentificació en formularis de cens. Tot i que "xicano" també va aparèixer al cens de 1980, indicant l'èxit del Moviment Xicano a l'hora d'obtenir cert reconeixement federal, només es va permetre seleccionar-lo com a subcategoria sota l'ascendència espanyola/hispana, la qual cosa va esborrar l'afroxicano i la visibilitat de les ascendències ameríndies i africanes entre les xicanes/os i les poblacions d'Amèrica Llatina i el Carib.
La identitat ètnica xicana neix de les trobades colonials entre Europa, Àfrica i Amèrica. Alfred Arteaga escriu com la xicana/o va sorgir com a conseqüència de la violència del colonialisme, emergint com una ètnia o raça híbrida. Arteaga reconeix com aquesta hibridació ètnica i racial entre els xicanos és molt complexa i s'estén més enllà d'una ascendència "asteca" generalitzada anteriorment, com es va afirmar originalment durant els anys de formació del Moviment Xicano. La identitat ètnica xicana pot incloure més que sols ascendència espanyola i pot incloure ascendència africana (com a resultat de l'esclavitud espanyola o dels esclaus fugitius dels angloamericans). Arteaga conclou que "la manifestació física del xicano, és en si mateix un producte de la hibridació."
Els afroxicanos/es, la majoria dels quals tenen orígens en les interaccions de la comunitat a la classe treballadora, s'han enfrontat a l'esborrat de la identitat xicana/a fins fa poc. "Com que tanta gent aplica de manera acrítica la 'regla d'una gota' als EUA, el nostre llenguatge popular ignora la complexitat de la hibridació racial", tal com descriu el poeta afroxicano Robert Quintana Hopkins. Les comunitats negres i xicanes/os s'han involucrat en estretes interaccions polítiques "al voltant de la lluita pels drets civils, activisme sindical i canvi demogràfic", especialment durant la lluita per l'alliberament del Poder Negre i el Moviment Xicano als anys 60 i 70. També hi ha hagut tensions entre les comunitats negres i xicanes/o a causa de "l'augment de la competència pels recursos escassos", que ha "posicionat massa sovint els treballadors de diferents races en oposició entre ells." El fotògraf afroxicano Walter Thompson-Hernandez va reflexionar sobre com hi havia dificultats a la seva vida personal a causa dels conflictes racials entre les comunitats negres i llatines, però va afirmar com " poder connectar amb altres blaxicans [negro-mexicans] m'ha permès veure que en totes les meves conclusions i lluites, mai vaig estar sol."" De la mateixa manera, el raper afroxicano Choosey va afirmar que "hi ha un estigma que les cultures negre i mexicana no es relacionen bé, però volia mostrar la bellesa de ser producte d'ambdues".